# Kiebitz (Wappentier)
Der Kiebitz ist in der Heraldik eine gemeine Figur und als Wappentier nicht sehr häufig im Wappenschild.
Dargestellt wird der Vogel im Schild stehend und nach heraldisch rechts sehend. Attribute, wie sie beispielsweise beim Kranich oder Strauß zur Erkennung im Wappen üblich sind, sind für den Kiebitz nicht erforderlich. Er ist durch den Federschopf am Kopf und überwiegend durch die schwarz-weiße Tingierung, wie der Natur ähnlich, zu erkennen.
Sein Gelege ist auch eine Wappenfigur unter Kiebitzei.

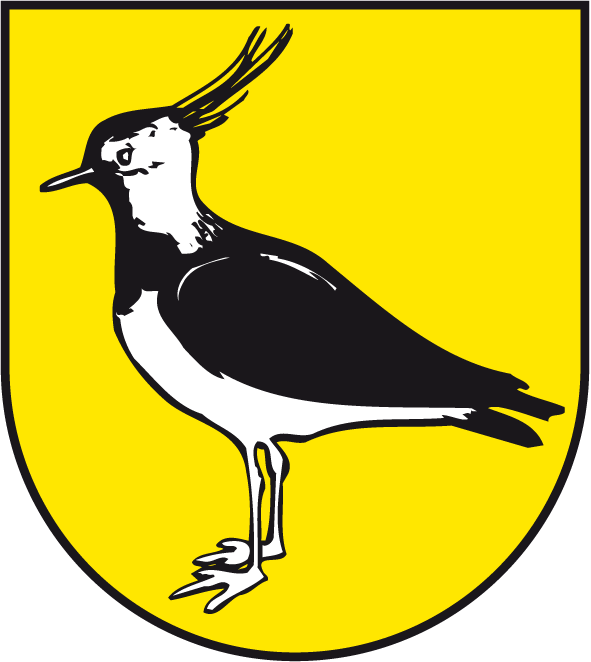
Zeddenick
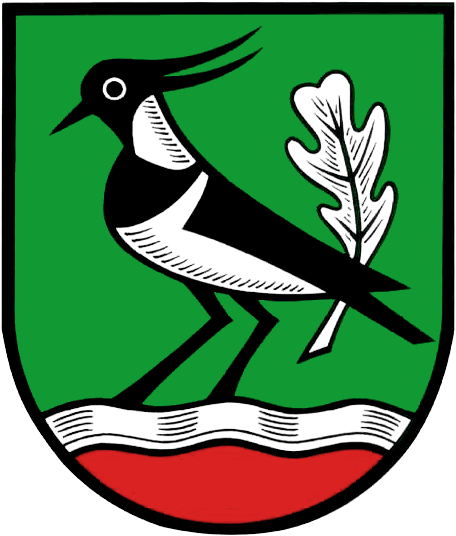
Schönewörde
Klein Rheide
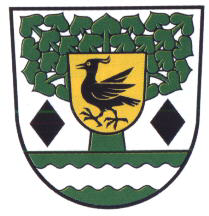
Großenstein
Pahlen
Ailertchen (hier abweichend nach -heraldisch- links blickend)